# 6e cérémonie des Detroit Film Critics Society Awards
La 6e cérémonie des Detroit Film Critics Society Awards (DFCS Awards), décernés par la Detroit Film Critics Society, a eu lieu le 14 décembre 2012, et a récompensé les films réalisés dans l'année,.

## Palmarès

### Meilleur film
- Happiness Therapy (Silver Linings Playbook)
  - Argo
  - The Impossible (Lo imposible)
  - Take This Waltz
  - Zero Dark Thirty

### Meilleur réalisateur
- David O. Russell pour Happiness Therapy (Silver Linings Playbook)
  - Ben Affleck pour Argo
  - Juan Antonio Bayona pour The Impossible (Lo imposible)
  - Kathryn Bigelow pour Zero Dark Thirty
  - Sarah Polley pour Take This Waltz

### Meilleur acteur
- Daniel Day-Lewis pour le rôle d'Abraham Lincoln dans Lincoln
  - Bradley Cooper pour le rôle de Pat Solitano dans Happiness Therapy (Silver Linings Playbook)
  - John Hawkes pour le rôle de Mark O'Brien dans The Sessions
  - Bill Murray pour le rôle de Franklin D. Roosevelt dans Hyde Park on Hudson
  - Joaquin Phoenix pour le rôle de Freddie Quell dans The Master

### Meilleure actrice
- Jennifer Lawrence pour le rôle de Tiffany dans Happiness Therapy (Silver Linings Playbook)
  - Jessica Chastain pour le rôle de Maya dans Zero Dark Thirty
  - Greta Gerwig pour le rôle de Violet dans Damsels in Distress
  - Naomi Watts pour le rôle de Maria dans The Impossible (Lo imposible)
  - Michelle Williams pour le rôle de Margot dans Take This Waltz

### Meilleur acteur dans un second rôle
- Robert De Niro pour le rôle de Pat Solitano Sr dans Happiness Therapy (Silver Linings Playbook)
  - Tommy Lee Jones pour le rôle de Thaddeus Stevens dans Lincoln
  - Philip Seymour Hoffman pour le rôle de Lancaster Dodd dans The Master
  - Matthew McConaughey pour le rôle de Dallas dans Magic Mike
  - Ewan McGregor pour le rôle de Henry dans The Impossible (Lo imposible)
  - Ezra Miller pour le rôle de Patrick dans Le Monde de Charlie (The Perks of Being a Wallflower)

### Meilleure actrice dans un second rôle
- Anne Hathaway pour le rôle de Fantine dans Les Misérables
  - Amy Adams pour le rôle de Mary Sue Dodd dans The Master
  - Ann Dowd pour le rôle de Sandra dans Compliance
  - Sally Field pour le rôle de Mary Todd Lincoln dans Lincoln
  - Helen Hunt pour le rôle de Cheryl dans The Sessions

### Meilleure distribution
- Lincoln
  - Argo
  - Avengers (The Avengers)
  - Happiness Therapy (Silver Linings Playbook)
  - Moonrise Kingdom

### Révélation de l'année
- Zoe Kazan – Elle s'appelle Ruby (Ruby Sparks) (actrice)
  - Stephen Chbosky – Le Monde de Charlie (The Perks of Being a Wallflower) (réalisateur et scénariste)
  - Rebel Wilson – The Hit Girls (Pitch Perfect) (actrice)
  - Benh Zeitlin – Les Bêtes du sud sauvage (Beasts of the Southern Wild) (réalisateur et scénariste)
  - Craig Zobel – Compliance (réalisateur et scénariste)

### Meilleur scénario
- Happiness Therapy (Silver Linings Playbook) – David O. Russell
  - La Cabane dans les bois (The Cabin in the Woods) – Drew Goddard et Joss Whedon
  - Lincoln – Tony Kushner
  - Le Monde de Charlie (The Perks of Being a Wallflower) – Stephen Chbosky
  - Take This Waltz – Sarah Polley

### Meilleur film documentaire
- Jiro Dreams of Sushi
  - The House I Live In
  - The Imposter
  - The Queen of Versailles
  - Searching for Sugar Man